# Брик, Осип Максимович
О́сип Макси́мович (Ме́ерович) Брик (16 [28] января 1888, Москва, Московская губерния, Российская империя — 22 февраля 1945[…], Москва, РСФСР, СССР) — советский писатель, литературный критик, сценарист и стиховед, адвокат, один из теоретиков русского авангарда.

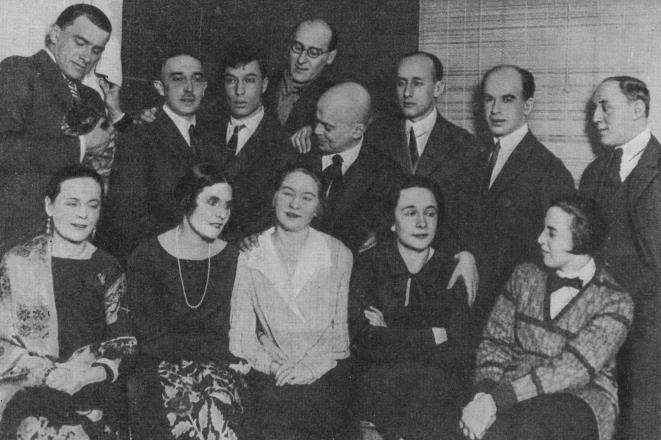
Маяковский после возвращения из Америки (ноябрь—декабрь 1925 г.). Фотография снята на квартире Маяковского и Бриков в Сокольниках. Сидят (слева направо): Э. Ю. Триоле, Л. Ю. Брик, Р. С. Кушнер, Е. В. Пастернак, О. В. Третьякова. Стоят: Маяковский, О. М. Брик, Б. Л. Пастернак, С. М. Третьяков, В. Б. Шкловский, Л. А. Гринкруг, О. М. Бескин, П. В. Незнамов.

## Биография
Родился 4 (16) января 1888 года в еврейской семье — купца первой гильдии из Паланги Макса (Меера-Гозиаса) Павловича Брика и Полины Юрьевны Сегаловой (1868—?). Со стороны матери — двоюродный брат физика-теоретика Ю. Б. Румера и поэта-переводчика О. Б. Румера. Учился в 3-й Московской гимназии. В 1910 году окончил юридический факультет Московского университета и с 1911 года был помощником присяжного поверенного. В 1912 году женился на Лиле Юрьевне Каган.

### Литературный деятель
В 1915 году состоялось знакомство Бриков с В. В. Маяковским. Издал поэмы Маяковского «Облако в штанах» и «Флейта-позвоночник». Будущий литературный критик Осип Брик в 1915 году оплатил   литературно-художественный сборник футуристов «Взял», вышедший в декабре.
С 1916 года Осип Брик занимался филологией и журналистикой. Один из организаторов ОПОЯЗ (Общество изучения поэтического языка). Участник художественных объединений левого искусства (комфуты, МАФ, ЛЕФ, РЕФ).
Вместе с В. Маяковским, Н. Пуниным и Э. Шталбергом входит в редакционный совет газеты «Искусство коммуны» (октябрь 1918 года).
С 1918 года Брики и Маяковский жили одной семьёй.

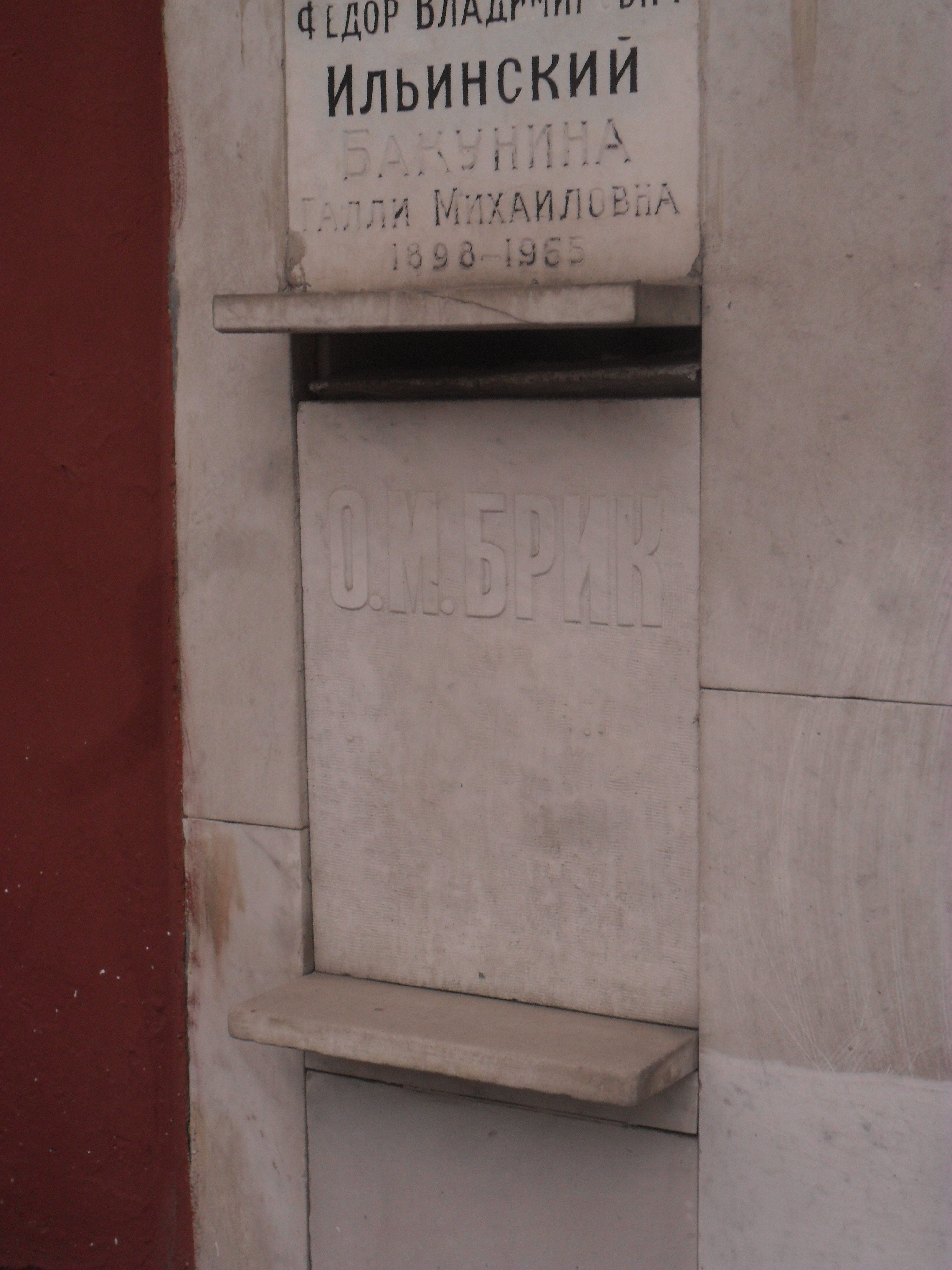
Плита колумбария Брика на Новодевичьем кладбище Москвы.

В 1920 году кратковременно работал юрисконсультом в ЧК.

### В ЛЕФе
Теоретик и идеолог ЛЕФа ("Левый фронт искусств"), создатель теорий социального заказа, производственного искусства, литературы факта. Повесть «Не попутчица» (1923) вызвала бурные дискуссии. Автор острых полемических статей «Против творческой личности», «Почему понравился „Цемент“».
Был единственным критиком, отрицательно отозвавшимся о романе молодого пролетарского писателя Александра Фадеева «Разгром», выступив со статьёй «Разгром Фадеева». Собственно, он выступал даже не против конкретного сочинения, а против художественной литературы вообще, что стало частью полемики о роли советского искусства в 1920-е годы. Перед литературой нужно поставить задачу, утверждал Брик, «давать не людей, а дело. Формула М. Горького „Человек — это звучит гордо“ для нас совершенно не годна. Человек — это может звучать подло, гадко, в зависимости от того, какое дело он делает». На это извращение мысли Горького, впрочем, никто не обратил особого внимания, как и на саму оценку романа Фадеева Бриком.
В 1926 году написал в соавторстве с В. Маяковским пьесу «Радио-октябрь». Также в соавторстве с Маяковским написал ряд литературных манифестов.

### В кино
В конце 1920-х годов пришёл работать в кинематограф, возглавил сценарный отдел киностудии «Межрабпом-Русь» (позднее — «Межрабпомфильм»). В 1927 году исполнил эпизодическую роль в одном из фильмов этой киностудии — «Дон Диего и Пелагея» (сыграл докладчика, рассказывающего о вреде бюрократизма). В 1929 году по заказу известного театрального режиссёра В. Э. Мейерхольда пишет сценарий фильма «Евгений Базаров» по роману «Отцы и дети». Замысел не удался, и режиссёр отказался от постановки.

### После смерти Маяковского
В 1930-х «уходит в тень», пишет статьи о Маяковском, рецензии, ведёт литкружок. Произведения Брика до середины 1990-х гг. не переиздавались.
В годы Великой Отечественной войны — один из художественных руководителей и авторов текстов в редакции военно-патриотических плакатов «Окна ТАСС».
Умер у порога квартиры, в которой жил, "от остановки сердца" по тогдашней терминологии  (сердечный приступ) 22 февраля 1945 года. 
Был кремирован. Прах захоронен в колумбарии Новодевичьего кладбища.

## Сценарии
- 1928 — Потомок Чингисхана (в соавторстве с Иваном Новокшоновым[12][13])
- 1929 — Два-Бульди-два
- 1930 — Опиум (документальный)
- 1931 — Кем быть? (короткометражный)
- 1936 — Дохунда
- 1940 — Случай в вулкане (в соавторстве с Михаилом Розенфельдом)

## Личная жизнь
В 1912—1925 годах был женат на Лиле Юрьевне Каган. После развода в 1925 году женился на Евгении Гавриловне Соколовой-Жемчужной (первым браком была замужем за В. Л. Жемчужным).